# Випіт
Ви́піт, або ексуда́т (лат. exudatus < exudare/exsudare — «виходити назовні», «виділятися у вигляді поту») — каламутна, багата білком і клітинами гематогенної та гістогенної природи рідина, що утворюється в місці ураження. Для гострого запалення характерне переважання в ексудаті нейтрофілів, для хронічного — лімфоцитів і моноцитів, для алергічного — еозинофілів. Ексудат, що утворюється при запальних ураженнях плеври, які спричинюють найчастіше бактерії, часто містить збудників і тому слугує матеріалом для мікробіологічної діагностики. Процес просочування ексудату з дрібних кровоносних судин в тканини або порожнини тіла при запаленні називають ексудацією. Ексудація є нормальною складовою захисних механізмів людського організму.